# جهاز بقعة عينية

تمثيل تخطيطي لخلية حنديرية ذات بقعة عينية حمراء (9)

تمثيل تخطيطي لخلية كلاميدوموناس مع بقعة عينية للبلاستيدات الخضراء (4)

جهاز البقعة العينية هو عضية حساسة للضوء توجد في الخلايا السوطية (أو المتحركة) للطحالب الخضراء وغيرها من الكائنات الحية الضوئية وحيدة الخلية مثل الطحالب الحنديرية. يسمح هذا الجهاز للخلايا باستشعار اتجاه وشدة الضوء والاستجابة له، مما يدفع الكائن الحي إما للسباحة نحو الضوء (الضوء الإيجابي) أو بعيدًا عنه (الضوء السلبي). يحدث استجابة مرتبطة تسمى "الصدمة الضوئية" أو الاستجابة الكارهة للضوء عندما تتعرض الخلايا لفترة وجيزة لشدة إضاءة عالية، مما يتسبب في توقف الخلية والسباحة للخلف لفترة وجيزة ثم تغيير اتجاه السباحة. يساعد الإدراك الضوئي بوساطة البقعة العينية الخلايا في العثور على بيئة ذات ظروف إضاءة مثالية لعملية التمثيل الضوئي. تعد البقع العينية أبسط وأكثر "العينين" شيوعًا في الطبيعة، وتتكون من مستقبلات ضوئية ومناطق من حبيبات صبغية برتقالية حمراء زاهية. تؤدي الإشارات المنقولة من مستقبلات الضوء في البقعة العينية إلى تغيير نمط ضربات الأسواط، مما يؤدي إلى استجابة ضوئية.

## البنية المجهرية
تحت المجهر الضوئي، تظهر البقع العينية على شكل بقع داكنة برتقالية-محمرة أو صمغات. تحصل على لونها من أصباغ أشباه الكاروتينات الموجودة في أجسام تسمى حبيبات الصباغ. توجد مستقبلات الضوء في غشاء البلازما الذي يغطي الأجسام المصبوغة.
يتكون جهاز البقعة العينية في الحنديرة من الجسم شبه السوطي الذي يربط البقعة العينية بالسوط. في المجهر الإلكتروني، يظهر جهاز البقعة العينية كبنية صفائحية مرتبة للغاية تتكون من قضبان غشائية في ترتيب حلزوني.
في الكلاميدوموناس، تعد البقعة العينية جزءًا من البلاستيدات الخضراء وتأخذ شكل بنية ساندويتش غشائية. تُجمع من أغشية البلاستيدات الخضراء (الأغشية الخارجية والداخلية وغشاء الثايلاكويد) وحبيبات مليئة بأشباه كاروتينات مغطاة بغشاء البلازما. تعمل أكوام الحبيبات كقطعة تأخير موجية، تعكس الفوتونات الواردة مرة أخرى إلى مستقبلات الضوء العلوية، بينما تحمي مستقبلات الضوء من الضوء القادم من اتجاهات أخرى. تُفكك أثناء انقسام الخلية وإعادة تشكيلها في الخلايا البنتية بشكل غير متماثل بالنسبة للهيكل الخلوي. هذا الوضع غير المتماثل للبقعة العينية في الخلية ضروري للاتجاه الضوئي السليم.

## بروتينات البقعة العينية
أهم البروتينات في البقعة العينية هي بروتينات مستقبلات الضوء التي تستشعر الضوء. تنقسم مستقبلات الضوء الموجودة في الكائنات وحيدة الخلية إلى مجموعتين رئيسيتين: الفلافوبروتينات وبروتينات الريتينيلدين (الرودوبسينات). تتميز الفلافوبروتينات باحتوائها على جزيئات الفلافين كمجموعات صبغية، بينما تحتوي بروتينات الريتينيلدين على الريتينال. من المحتمل أن يكون بروتين مستقبل الضوء في الحنديرة من نوع الفلافوبروتين. على النقيض من ذلك، يُتوسط في حركة الضوء الكيميائي للخلايا الطحلبية الخضراء بواسطة الرودوبسينات من النوع العتائقي.
بالإضافة إلى بروتينات مستقبلات الضوء، تحتوي البقع العينية على عدد كبير من البروتينات الهيكلية والتمثيلية والإشارات. يتكون بروتيوم البقعة العينية في خلايا الكلاميدوموناس من حوالي 200 بروتين مختلف.

## الاستقبال الضوئي وانتقال الإشارة
حُدد مستقبل الضوء في الحنديرة على أنه أنزيم محلقة الأدينيلات المنشط بالضوء الأزرق. يؤدي إثارة بروتين المستقبل هذا إلى تكوين أحادي فوسفات الأدينوسين الحلقي (cAMP) كرسول ثانٍ. يؤدي انتقال الإشارة الكيميائية في النهاية إلى تغييرات في أنماط ضربات السوط وحركة الخلية.
طحالب الكلاميدوموناس تمتلك بروتيناً خاصاً حساساً للضوء (رودوبسين). عندما يصطدم الضوء بهذا البروتين، يتغير شكله، مما يؤدي إلى سلسلة من الأحداث. هذا يؤدي إلى تغييرات في الإشارات الكهربائية ومستويات الكالسيوم في الخلية، والتي بدورها تتحكم في حركة الشعيرات الدقيقة للطحلب (الأسواط).